# San Rosendo
San Rosendo é uma comuna da província de Biobío, localizada na Região de Biobío, Chile. Possui uma área de 92,4 km² e uma população de 3.918 habitantes (2002).
A comuna limita-se: a sudoeste com Santa Juana tendo como limite o rio Biobío; a sudeste com o Laja com limite no rio Laja; a norte com Yumbel; a oeste com Hualqui.